# Regio's van Slovenië
Regio's in Slovenië bestaan als statistische en als historisch-geografische aanduidingen. Een regionaal bestuursniveau ontbreekt vooralsnog.

## Lokale overheid

### Gemeenten
Na de onafhankelijkheid werd het aantal van 59 gemeenten snel uitgebreid. In 1995 telde Slovenië 147 gemeenten, na wijzigingen in met name 1998 steeg het aantal tot 193. Sinds 1 maart 2006 is het land verdeeld in 205 gemeenten. (Zie: Gemeenten in Slovenië).

## Landelijke overheid

### Bestuurseenheden
Door de geringe omvang van veel gemeenten werd de centrale overheid versterkt. Deze decentraliseerde daarop de uitvoering van haar bevoegdheden in 58 bestuurseenheden (Upravne enote):
- UE Ajdovščina
- UE Brežice
- UE Celje
- UE Cerknica
- UE Črnomelj
- UE Domžale
- UE Dravograd
- UE Gornja Radgona
- UE Grosuplje
- UE Hrastnik
- UE Idrija
- UE Ilirska Bistrica
- UE Izola
- UE Jesenice
- UE Kamnik
- UE Kočevje
- UE Koper
- UE Kranj
- UE Krško
- UE Laško
- UE Lendava
- UE Lenart
- UE Litija
- UE Ljubljana
- UE Ljutomer
- UE Logatec
- UE Maribor
- UE Metlika
- UE Mozirje
- UE Murska Sobota
- UE Nova Gorica
- UE Novo mesto
- UE Ormož
- UE Pesnica
- UE Piran
- UE Postojna
- UE Ptuj
- UE Radlje ob Dravi
- UE Radovljica
- UE Ravne na Koroškem
- UE Ribnica
- UE Ruše
- UE Sevnica
- UE Sežana
- UE Slovenj Gradec
- UE Slovenska Bistrica
- UE Slovenske Konjice
- UE Šentjur pri Celju
- UE Škofja Loka
- UE Šmarje pri Jelšah
- UE Tolmin
- UE Trbovlje
- UE Trebnje
- UE Tržič
- UE Velenje
- UE Vrhnika
- UE Zagorje ob Savi
- UE Žalec

### Statistische regio's
Slovenië kent geen andere bestuursniveaus buiten het gemeentelijke en landelijke bestuur. Om te voldoen aan voorschriften van de Europese Unie inzake lokaal en regionaal bestuur (NUTS-3) is Slovenië verdeeld in twaalf (statistische) regio's.

Twaalf statistische regio's

#### Pomurska
Tot Pomurska behoren de volgende gemeenten:
- Apače
- Beltinci
- Cankova
- Črenšovci
- Dobrovnik
- Gornja Radgona
- Gornji Petrovci
- Grad
- Hodoš
- Kobilje
- Križevci
- Kuzma
- Lendava
- Ljutomer
- Moravske Toplice
- Murska Sobota
- Odranci
- Puconci
- Radenci
- Razkrižje
- Rogašovci
- Šalovci
- Sveti Jurij
- Tišina
- Turnišče
- Velika Polana
- Veržej

#### Podravska
Tot Podravska behoren de volgende gemeenten:
- Benedikt
- Cerkvenjak
- Cirkulane
- Destrnik
- Dornava
- Duplek
- Gorišnica
- Hajdina
- Hoče-Slivnica
- Juršinci
- Kidričevo
- Kungota
- Lenart
- Lovrenc na Pohorju
- Majšperk
- Makole
- Maribor
- Markovci
- Miklavž na Dravskem polju
- Oplotnica
- Ormož
- Pesnica
- Podlehnik
- Poljčane
- Ptuj
- Rače-Fram
- Ruše
- Selnica ob Dravi
- Šentilj
- Slovenska Bistrica
- Središče ob Dravi
- Starše
- Sveta Ana
- Sveta Trojica
v Slovenskih goricah
- Sveti Andraž
v Slovenskih Goricah
- Sveti Tomaž
- Trnovska vas
- Videm
- Zavrč
- Žetale

#### Koroška
Tot Koroška behoren de volgende gemeenten:
- Črna na Koroškem
- Dravograd
- Mežica
- Mislinja
- Muta
- Podvelka
- Prevalje
- Radlje ob Dravi
- Ravne na Koroškem
- Ribnica na Pohorju
- Slovenj Gradec
- Vuzenica

#### Savinjska
Tot Savinjska behoren de volgende gemeenten:
- Bistrica ob Sotli
- Braslovče
- Celje
- Dobje
- Dobrna
- Gornji Grad
- Kozje
- Laško
- Ljubno
- Luče
- Mozirje
- Nazarje
- Podčetrtek
- Polzela
- Prebold
- Radeče
- Rogaška Slatina
- Rogatec
- Solčava
- Slovenske Konjice
- Šentjur pri Celju
- Šmarje pri Jelšah
- Šmartno ob Paki
- Šoštanj
- Štore
- Tabor (Slovenië)
- Velenje
- Vitanje
- Vojnik
- Vransko
- Zreče
- Žalec

#### Zasavska
Tot Zasavska behoren de volgende gemeenten:
- Hrastnik
- Trbovlje
- Zagorje ob Savi

#### Spodnjeposavska
Tot Spodnjeposavska behoren de volgende gemeenten:
- Brežice
- Kostanjevica na Krki
- Krško
- Sevnica

#### Jugovzhodna Slovenija
Tot Jugovzhodna Slovenija behoren de volgende gemeenten:
- Črnomelj
- Dolenjske Toplice
- Kočevje
- Kostel
- Loški Potok
- Metlika
- Mirna Peč
- Mokronog-Trebelno
- Novo mesto
- Osilnica
- Ribnica
- Semič
- Šentjernej
- Škocjan
- Šmarješke Toplice
- Trebnje
- Sodražica
- Žužemberk

#### Osrednjeslovenska
Tot Osrednjeslovenska behoren de volgende gemeenten:
- Borovnica
- Brezovica
- Dobrepolje
- Dobrova-Polhov Gradec
- Dol pri Ljubljani
- Domžale
- Grosuplje
- Horjul
- Ig
- Ivančna Gorica
- Kamnik
- Komenda
- Litija
- Ljubljana
- Logatec
- Lukovica
- Medvode
- Mengeš
- Moravče
- Škofljica
- Šmartno pri Litiji
- Trzin
- Velike Lašče
- Vodice
- Vrhnika

#### Gorenjska
Tot Gorenjska behoren de volgende gemeenten:
- Bled
- Bohinj
- Cerklje na Gorenjskem
- Gorenja vas-Poljane
- Jesenice
- Jezersko
- Kranj
- Kranjska Gora
- Naklo
- Preddvor
- Radovljica
- Šenčur
- Škofja Loka
- Tržič
- Železniki
- Žiri
- Žirovnica

#### Notranjskokraška
Tot Notranjskokraška behoren de volgende gemeenten:
- Bloke
- Cerknica
- Ilirska Bistrica
- Loška Dolina
- Pivka
- Postojna

#### Goriška
Tot Goriška behoren de volgende gemeenten:
- Ajdovščina
- Bovec
- Brda
- Cerkno
- Idrija
- Kanal ob Soči
- Kobarid
- Miren-Kostanjevica
- Nova Gorica
- Renče-Vogrsko
- Šempeter-Vrtojba
- Tolmin
- Vipava

#### Obalnokraška
Tot Obalnokraška behoren de volgende gemeenten:
- Divača
- Hrpelje-Kozina
- Izola
- Komen
- Koper
- Piran
- Sežana

## Historische regio's

1: Primorska/Küstenland,
2: Kranjska/Krain,
2a: Gorenjska/Oberkrain,
2b: Notranjska/Innerkrain,
2c: Dolenjska/Unterkrain,
3: Koroška/Karinthië,
4: Štajerska/Stiermarken,
5: Prekmurje

De voormalige Oostenrijkse kroonlanden Krain, Küstenland, Stiermarken en Karinthië alsmede het Hongaarse Prekmurje gelden nog steeds als identificatiepunt voor de regionale identiteit van veel Slovenen. Daarbij lopen verschillende regionale "niveaus" door elkaar: Iemand uit de regio Krain zal zich eerder met Gorenjska of Notranjska identificeren, terwijl deze ook weer in kleinere gebieden zijn onderverdeeld. De regio Dolenjska in Krain kent bijvoorbeeld Bela Krajina (historisch: Weißkrain) tussen Metlika en Semič, terwijl iemand uit Žužemberk zich in Suha Krajina bevindt.